# جيمس شابمان (مجدف)
جيمس شابمان (بالإنجليزية: James Chapman)‏ هو مجدف أسترالي، ولد في 2 نوفمبر 1979 في سيدني في أستراليا.

## وصلات خارجية
- جيمس تشابمان على موقع الاتحاد الدولي للتجديف (الإنجليزية)
- جيمس تشابمان على موقع اللجنة الأولمبية الدولية (الإنجليزية)
- جيمس تشابمان على موقع أوليمبيديا (الإنجليزية)
- جيمس تشابمان على موقع اللجنة الأولمبية الأسترالية (الإنجليزية)